# Prosopocera machadoi
Prosopocera machadoi là một loài bọ cánh cứng trong họ Cerambycidae.